# Tonganosaurus
Tonganosaurus – rodzaj zauropoda żyjącego we wczesnej jurze na terenach dzisiejszej Azji. Obejmuje jeden gatunek, T. hei. Jego skamieniałości odkryto w osadach formacji Yimen na południu prowincji Syczuan w Chinach. Znany m.in. z kompletnej prawej obręczy piersiowej i prawej kończyny przedniej, końca dalszego lewej łopatki, dwóch kompletnych kości kulszowych, kompletnej prawej kończyny tylnej, bliższego i dalszego końca lewej kości udowej, fragmentów żeber i ok. 20 kręgów. Kręgi T. hei najbardziej przypominają kształtem kręgi środkowojurajskiego zauropoda Omeisaurus; ze względu na to podobieństwo autorzy opisu Tonganosaurus zaliczyli go do rodziny Mamenchisauridae.